# Helling van Nieuwkerke
Der Helling van Nieuwkerke ist ein 65 m hoher Berg im Heuvelland zwischen Dranouter und Nieuwkerke in der belgischen Provinz Westflandern.

## Geographische Beschreibung
Der Helling van Nieuwkerke ist Teil des sogenannten Südkammes des Heuvellandes, dies umfasst auch die Berge Ravelsberg, Zwarte Molen, Helling van Nieuwkerke, Kraaiberg und Rozenberg.
Südlich dieses Hügelkammes befindet sich das Becken der Leie, nördlich davon der zentrale Hügelkamm, auf dem sich unter anderem der Kemmelberg befindet.

## Hydrologie
Zwischen dem südlichen und zentralen Hügelkamm liegt der Fluss Douve. Alle Gewässer südlich des zentralen Hügelkammes fließen zur Leie, alle Gewässer nördlich davon zur Yser.